# Сухарево (Рузский городской округ)
Сухарево — деревня в Рузском районе Московской области, входящая в состав сельского поселения Старорузское. Население — 27 жителей на 2006 год, в деревне числится 1 садовое товарищество. До 2006 года Сухарево входило в состав Старорузского сельского округа.
Деревня расположена на крайнем юго-востоке района, у границы с Одинцовским районом, на левом берегу безымянного правого притока Москва-реки, примерно в 18 км к юго-востоку от Рузы, высота центра деревни над уровнем моря 195 м. Ближайшие населённые пункты — Тучково в 1 км северо-восточнее и Болтино Одинцовского района — в 2 км на юг.